# Ritchie Boys
Els Ritchie Boys van ser un grup d'uns deu mil joves alemanys, majoritàriament jueus, que van fugir del seu país i es van allistar a l'exèrcit dels Estats Units; formats a Camp Ritchie (Maryland), al Centre d'Instrucció en Intel·ligència Militar, se'ls va entrenar especialment per combatre en la guerra psicològica. Eren adequats per a aquest tipus de tasca, perquè coneixien l'idioma i la mentalitat alemanyes millor que qualsevol soldat nascut als Estats Units. El paper d'aquests soldats era, per tant, estudiar l'enemic, i desmoralitzar-lo per tal d'aconseguir una rendició incondicional.
Després que els Estats Units declarés la guerra a l'Alemanya nazi, els Ritchie Boys es van convertir en una arma decisiva per als països Aliats. Van desembarcar a Europa el Dia D (6 de juny de 1944), juntament amb la resta de les tropes aliades. Poc temps després, van deixar les seves unitats i van realitzar les seves tasques especials, aportant informació valuosa. A més, els Ritchie Boys van ajudar a trencar la resistència alemanya en demoralizar-la a través de maniobres obertes i secretes. Van interrogar presoners de guerra i desertors per a obtenir informació sobre les forces alemanyes, els moviments de les tropes i l'estat físic i psicològic dels alemanys. Van practicar tècniques de desinformació mitjançant anuncis en premsa, fulletons i emissions de ràdio, influint sobre la població i els militars perquè cessessin la seva resistència a la invasió aliada. Després de la guerra, molts dels Ritchie Boys van servir com a traductors durant els Judicis de Nuremberg. Diversos d'ells van tenir carreres reeixides en l'àmbit de la política o de la ciència. Entre els Ritchie Boys, hi figuraven Hans Habe, Klaus Mann, Stefan Heym, Hanus Burger, i David Robert Seymour.
L'any 2004, La història del grup fou el centre del documental The Ritchie Boys, del director Christian Bauer.